# Город ангелов (фильм)
«Город ангелов» (англ. City of Angels) — художественный фильм 1998 года, ремейк знаменитой картины Вима Вендерса «Небо над Берлином». Фильм посвящён памяти продюсера Доун Стил.
Слоган: Она не верила в существование ангелов, пока не влюбилась в одного из них.

## Сюжет
Ангелы живут не только на небесах. Они невидимо присутствуют рядом с людьми, прислушиваясь к их мыслям и направляя их поступки, подбадривая и утешая в минуты отчаяния. Но для них не существует мира многих человеческих чувств: вкуса чёрного кофе, боли порезанного пальца и т. д. Может поэтому некоторых из них так тянет к людям, что порой ангел теряет свои крылья и превращается в простого смертного. Это и происходит с героем фильма, которого увлекла на Землю любовь к женщине.

## В ролях
| Актёр            | Роль                 |
| ---------------- | -------------------- |
| Николас Кейдж    | Сет                  |
| Мэг Райан        | Мэгги Райс           |
| Андре Брауэр     | Кассиэль             |
| Ким Мерфи        | дочь Балфорда        |
| Деннис Франц     | Натаниэль Мессинджер |
| Колм Фиори       | Джордан              |
| Робин Бартлетт   | Энни                 |
| Джоанна Мерлин   | Тереза Мессинджер    |
| Сара Дампф       | Сьюзан               |
| Дирдри О’Коннелл | миссис Бэлфорд       |

## Награды и номинации

### Номинации
- 1999 — Премия «Сатурн»
  - Лучшая актриса — Мэг Райан
  - Лучший актер второго плана — Деннис Франц
  - Лучший фильм-фэнтези
- 1999 — Премия «Золотой глобус»
  - Лучшая оригинальная песня — Аланис Мориссетт (песня «Uninvited»)
- 1999 — Премия «Грэмми»
  - Лучшая инструментальная композиция, написанная для фильма — Габриэль Яред
  - Лучшая песня, написанная специально для кино — Аланис Мориссетт (песня «Uninvited»)